# Poenari, Vâlcea
Poenari este o localitate componentă a municipiului Râmnicu Vâlcea din județul Vâlcea, Oltenia, România.
 Acest articol despre o localitate din județul Vâlcea este deocamdată un ciot. Puteți ajuta Wikipedia prin completarea lui.